# Olivetti M24
Olivetti M24 (M24) је професионални рачунар, производ фирме Оливети (Olivetti) који је почео да се израђује у Италији током 1984. године.
Користио је Intel 8086 као централни микропроцесор а RAM меморија рачунара M24 је имала капацитет од 128 Kb (до 640 Kb). 
Као оперативни систем кориштен је MS DOS 2.1, Concurrent CP/M 86, UCSD-P, PCOS.
Рачунар је продаван и под именом AT&T 6300. Био је у великој мјери компатибилан са IBM PC.

## Детаљни подаци
Детаљнији подаци о рачунару M24 су дати у табели испод.
|                       | |
| [ 1 ]                 | |
| Произвођач            | Оливети                                                                                               |
| Тип                   | професионални рачунар                                                                                 |
| Меморија              | 128 (до 640 )                                                                                         |
| Поријекло             | Италија                                                                                               |
| Година                | 1984                                                                                                  |
| Тастатура             | одвојена тастатура са пуним помаком тастера, 102 тастера, нумеричка тастатура, 18 функцијских тастера |
| Процесор              | 8086                                                                                                  |
| Фреквенција процесора | 8 |
| RAM                   | 128 (до 640 )                                                                                         |
| ROM                   | 16 |
| Текст                 | 40 x 25, 80 x 25                                                                                      |
| Графика               | 320 x 200 са 4 боје / 640 x 200 монохром / 640 x 400 монохром                                         |
| Боја                  | 16 |
| Звук                  | тонски генератор                                                                                      |
| Димензије             | 16 x 38 x 37                                                                                          |
| Портови               | |
| Оперативни систем     | |